# 茨城境郵便局
茨城境郵便局（いばらきさかいゆうびんきょく）は、茨城県猿島郡境町にある郵便局。民営化前の分類では集配普通郵便局であった。

## 概要
住所：〒306-0499 茨城県猿島郡境町95-12
民営化直前の集配業務再編において、多くの集配普通郵便局は統括センターとなったが、当局は配達センターとされたため、民営化後も郵便事業株式会社の支店は併設されず、集配センターが併設された。

## 沿革
- 1872年（明治5年）旧7月 - 境郵便取扱所として開設[1]。
- 1874年（明治7年）3月 - 境郵便仮役所となる。
- 1875年（明治8年）1月1日 - 境郵便局（四等）となる。
- 1880年（明治13年）3月1日 - 為替取扱を開始。
- 1881年（明治14年）10月25日 - 貯金取扱を開始。
- 1897年（明治30年）2月1日 - 境郵便電信局となる。
- 1903年（明治36年）4月1日 - 通信官署官制の施行に伴い、境郵便局となる。
- 1954年（昭和29年）10月1日 - 長田簡易郵便局の廃止に伴い、取扱事務を承継[2]。
- 1959年（昭和34年）3月20日 - 猿島郵便局[3]から電話交換事務の取扱を移管。
- 1964年（昭和39年）2月25日 - 森戸郵便局から電話交換事務を移管。
- 1968年（昭和43年）1月23日 - 森戸郵便局から和文電報配達業務の一部[4]を移管。
- 1968年（昭和43年）10月22日 - 電話交換および和文電報配達業務を、茨城境電報電話局に移管。
- 1974年（昭和49年）10月28日 - 森戸郵便局から集配業務の一部（同局の郵便区の内、境町域の集配業務[5]）を移管。
- 1976年（昭和51年）10月25日 - 特定郵便局から普通郵便局に局種別改定。同日、境町字鹿ノ台から同町字清水台に移転するとともに、茨城境郵便局に改称。
- 1999年（平成11年） - 外国通貨の両替および旅行小切手の売買に関する業務取扱を開始。
- 2007年（平成19年）10月1日 - 民営化に伴い、併設された郵便事業三和支店茨城境集配センターに一部業務を移管。
- 2012年（平成24年）10月1日 - 日本郵便株式会社発足に伴い、郵便事業三和支店茨城境集配センターを茨城境郵便局に統合。

## 取扱内容
- 郵便、印紙、ゆうパック、内容証明
- 貯金、為替、振替、振込、国際送金、国債、投資信託
- 生命保険、バイク自賠責保険、自動車保険
- ゆうちょ銀行ATM
- 猿島郡境町内の集配業務

## 周辺
- 境町役場
- 茨城県立境高等学校
- 茨城西南医療センター病院
- 国道354号
- 利根川

## アクセス
- 朝日バス 松岡町南停留所下車
- 駐車場あり：11台